# My Little Pony: Generations
My Little Pony: Generations es una miniserie de cómic estadounidense publicada por la editorial IDW Publishing, ambientada dentro de la franquicia My Little Pony. El cómic fue presentado como un crossover entre los personajes de la primera generación y la cuarta generación de la franquicia.

## Cronología
Cronológicamente, la serie se sitúa de forma posterior a la novena temporada de My Little Pony: La magia de la amistad, la serie de cómic del mismo nombre y la película My Little Pony: The Movie de 1986.

## Desarrollo
La miniserie fue anuncia por primera vez por la editorial IDW Publishing el 21 de junio de 2021, anunciada como un cierre a los cómics de My Little Pony ambientados en la 4 generación, dos años después del fin de la serie y tras la finalización de la serie de cómic principal, que alcanzó los 102 números.
La miniserie comenzó a publicarse en octubre de 2021, guionizada por Casey Gilly e ilustrada por Michela Cacciatore, con Heather Breckel desempeñándose como colorista.